# حيدرآباد مرالي (مقاطعة دلفان)
حيدرآباد مرالي (بالفارسية: حیدرآباد مرالی) هي قرية تقع في قسم نورعلي الريفي بمقاطعة دلفان في إيران. يقدر عدد سكانها بـ 159 نسمة بحسب إحصاء 2016.